# Kaap Tajgonos
Kaap Tajgonos (Russisch: мыс Тайгонос; mys Tajgonos) is een kaap aan de zuidzijde van het schiereiland Tajgonos in het noorden van het Russische Verre Oosten, in het noordoosten van de oblast Magadan. De kaap ligt ongeveer 250 km oostnoordoost van de stad Magadan. Ten zuiden ervan ligt de Sjelichovbaai (Zee van Ochotsk).
De naam betekent in het Korjaaks zoiets als "verboden, zondig land", en is verbonden aan epidemieën of rampen. Het klimaat is winderig, met perioden van strenge kou in de winter. De omringende baai is bevroren van december tot april of mei.